# Дидона и Эней
«Дидо́на и Эне́й» (англ. Dido and Aeneas) (Z. 626) — опера в трёх действиях английского барочного композитора Генри Пёрселла, либретто Наума Тейта по поэме (четвёртой книге) Вергилия «Энеида», рассказывающей историю Энея, легендарного троянского героя. Первое известное представление оперы состоялось в женской школе учителя танцев Джозиаса Приста в Лондоне не позже лета 1688 года. Считается выдающейся оперой Пёрселла. Единственное его произведение для музыкального театра без разговорных диалогов, «Дидона и Эней» сыграла значительную роль в развитии английского оперного искусства.

## Действующие лица
Так как опера предназначалась для исполнения в женской школе-пансионе, в ней только одна партия для мужского голоса.

## Либретто
До «Дидоны и Энея» Пёрселл сочинил музыку для нескольких театральных постановок: девять пьес для «Теодозиуса или Силы Любви» Натаниэля Ли (1680) и восемь песен к «Предпочтению дурака» (A Fool’s Preferment, 1688) Тома д’Юрфе. Он также написал песни для двух пьес Наума Тейта (будущего автора либретто «Дидоны и Энея»), «Сицилийский узурпатор» (The Sicilian Usurper, 1680) и Cuckold-Haven (1685). «Дидона и Эней» стала для Пёрселла первой полной оперой и тесно связана с английской традицией театра масок.
Основанная на пьесе Наума Тейта «Брут из Альбы, или Очарованные любовники» (Brutus of Alba, or The Enchanted Lovers, 1678), опера, вероятно, представляет собой аллегорию. Во вводной части радостная весть о браке между двумя монархами (возможно, указание на брак Вильгельма и Марии). В стихотворении, написанном около 1686 года, Тейт изображал Якова II, который, как Эней, был введён в заблуждение хитростью Колдуньи и её помощниц ведьм (представлявших римский католицизм — распространённая метафора того времени) и отказался от Дидоны, символизирующей британский народ. Та же самая символика могла быть повторена в опере. Это объясняет добавление таких персонажей, как Колдунья и ведьмы, которых нет в «Энеиде» Вергилия. Особенный драматизм ситуации придаёт то обстоятельство, что Эней следовал не воле богов, а был обманут духами.
Несмотря на то, что опера — трагедия, в действие введены более лёгкие сцены, такие как песня Первого моряка Take a boozy short leave… Эллен Харрис полагает, что грубость и цинизм песни подчеркивают «мораль» истории: молодые женщины не должны уступить авансам и обещаниям горячих молодых людей:17.

## Партитура
Авторская партитура оперы не сохранилась, единственная рукопись XVII века, дошедшая до наших дней, — либретто (возможно, оригинал). Самая старая партитура «Дидоны и Энея», находящаяся ныне в Бодлианской библиотеке, была переписана не ранее 1750 года, спустя более чем шестьдесят лет после того, как была создана опера:239. Ни один из более поздних источников не следует подразделениям либретто на акты, утрачена музыка Пролога. Пролог, конец сцены в роще (акт 2) и несколько танцев, вероятно, были потеряны, когда оперу поделили на части, которые заполняли время между актами театральных пьес в первом десятилетии XVIII века:239-245.
Ария «Ах, Белинда» была издана первой в Orpheus Britannicus, сборнике произведений Пёрселла. Самой же известной стала ария «Когда меня положат в землю» («Плач Дидоны»). Обе арии построены как плач на основе бассо остинато. «Плач Дидоны» исполнялся артистами, далёкими от классической оперной школы, например, Клаусом Номи (Death), Эн Брун и Джефом Бакли. Были выполнены аранжировки арии, она многократно использовалась, в том числе в музыкальном оформлении мини-сериала HBO «Братья по оружию». Ария исполняется военным оркестром в День перемирия в годовщину окончания Первой мировой войны на главной церемонии, проходящей в Уайтхолле.
Музыка, как считают некоторые исследователи, слишком проста для такого композитора, каким был Пёрселл в конце 1680-х годов, однако это может быть объяснено тем, что опера предназначалась для исполнения школьниками.
Произведение аранжировано для четырёх голосов и сопровождающего баса (basso continuo). То обстоятельство, что либретто Школы Челси содержит два танца в сопровождении гитары: Dance Gittars Chacony в 1-м акте и Gittar Ground a Dance в сцене «В роще» (2-й акт), породило предположение, что Пёрселл включил гитару как основной инструмент в группу континуо:200—201. Музыка ни одного из этих танцев неизвестна, и кажется вероятным, что Пёрселл не сочинял их, а скорее, они должны были импровизироваться гитаристом:200.
Существует несколько редакций оперы с различной реализацией континуо; одной наиболее известных и необычных является версия Имоджин Холст и Бенджамина Бриттена. Множество редакций оперы доступны для исполнения непрофессиональным музыкантам, это обстоятельство обеспечило рост популярности «Дидоны и Энея» во второй половине XX века:iv. Утраченная музыка Пролога не восстанавливалась, несколько редакций оперы дополнены музыкой ритурнели в конце второго акта, ноты которой также не сохранились.

## Синопсис
Действие I
Карфаген. Дворец Дидоны.
Опера начинается с появления царицы Дидоны в своём дворце в сопровождении свиты. Белинда пытается приободрить Дидону, но она полна печали из-за любви к Энею. Свита пытается прогнать печаль с её чела, но она неутешна. Входит Эней со свитой и просит руки Дидоны. Она соглашается, и все ликуют.
Действие II
Пещера.
Колдунья замышляет уничтожить Карфаген и его царицу и просит ведьм помочь ей в этом. Колдунья посылает злого духа, который принимает образ Меркурия. Он застигает Энея, Дидону, Белинду и свиту в лесу, его появление сопровождает буря, насланная колдуньей. Злой дух внушает Энею, что он якобы послан Юпитером, приказывает Энею оставить Дидону и Карфаген. Эней даёт своё согласие, полагая, что это воля богов, но его сердце разрывается оттого, что он должен покинуть Дидону.
Действие III
Порт Карфагена.
Матросы поднимают якоря и радуются скорому отплытию. Появляется Колдунья с ведьмами, довольные тем, что их план сработал. Дидона безумно скорбит при мысли о предстоящей разлуке с Энеем. Она рассказывает о своем горе Белинде. Внезапно возвращается Эней, который пытается оправдать свой поступок волей богов, но Дидона осмеивает это. Тогда Эней хочет остаться — наперекор богам — с возлюбленной. Но Дидона непреклонна: раз Эней решил оставить её, он должен уйти, а сама она решила умереть. Перед смертью Дидона исполняет свою последнюю арию When I am laid in Earth, также известную как «Плач Дидоны». Умирая, Дидона просит амуров разбросать на её могиле лепестки роз, мягких и нежных, как её сердце.

## Премьера
Первым известным представлением «Дидоны и Энея» был спектакль в женской школе Джозиаса Приста в Челси. Оно состоялось не позже июля 1688 года, хотя существует предположение, что опера, возможно, была написана для более ранней постановки при дворе Карла II или Якова II. После спектакля в Челси опера при жизни Пёрселла больше не ставилась. Есть предположение, что Пёрселл руководил первым представлением оперы и исполнял на нём партию чембало.

## Последующие постановки
В 1700 году «Дидона и Эней» была включена между актами в адаптированную версию пьесы Шекспира «Мера за меру» в лондонском театре Томаса Беттертона. В 1704 году она исполнялась дважды в Королевском театре, после этого «Дидона и Эней» не инсценировалась, отмечены лишь единичные концертные исполнения.
В 1895 году, в годовщину смерти композитора, студенты Королевского колледжа музыки под руководством Ч. Стэнфорда исполнили оперу в лондонском театре «Лицеум». Первый раз за пределами Англии опера была исполнена в концертной версии 14 декабря 1895 года в Дублинском университетском обществе.

### В XX и XXI веках
Премьера «Дидоны и Энея» в США состоялась в Нью-Йорке в отеле «Плаза» 10 февраля 1923 года. В спектакле играли ученицы Rosemary School, газета «Нью-Йорк Таймс» отметила «значительные упрощения» партитуры оперы. 13 января 1924 года в нью-йоркской ратуше была исполнена концертная версия с профессиональными музыкантами. Представление было организовано Обществом друзей музыки, использовалась партитура, отредактированная Артуром Боданцки, который выступил также в качестве дирижёра. В связи с появлением новых редакций партитуры и возрождением интереса к барочной музыке, количество постановок оперы увеличилось. После посещения Джонатаном Миллером Борнхольма (Дания), опера была поставлена в 2008 году в театре Rønne, дирижёр — Дэвин Другген.
В 2009 году к 350-летию Пёрселла были приурочены постановки «Дидоны и Энея» Нидерландской оперы, лондонской Королевской оперы, Divertimento Baroque Opera Company и на фестивале «Глиммергласс» (Куперстаун, Нью-Йорк). В постановку Королевской оперы, ставшей частью двойного спектакля, куда вошла также опера Генделя «Ацис и Галатея», были включены современные танцы в исполнении труппы Уэйна Макгрегора Random Dance и мультипликационные эффекты Марка Хачарда (Hotbox Studios, Hotbox Events).
В 2011 году опера была поставлена в Москве, в оперной студии ГМПИ им. М. М. Ипполитова-Иванова, в редакции дирижёра Михаила Асташева-Гришевского, где партия Энея была заменена партией солирующей виолончели.
Майкл Найман написал «Пролог» (Prologue to Dido & Aeneas) к опере Пёрселла вместо утраченного. Премьера обеих частей, получивших название Dido, прошла в 2012 году в Пермском театре оперы и балета им. Чайковского. В произведении современного композитора показывается предыстория постановки премьеры в XVII веке — выбор актёров в школе для девочек и репетиции.

## Адаптации
Версия оперы с использованием лексики современного танца была поставлена американским хореографом Марком Моррисом, который сам исполнял роли Дидоны и Колдуньи. Премьера состоялась 11 марта 1989 года в «Вариа» в Брюсселе. Спектакль выдержал множество представлений, в 1995 году появилась его киноверсия, снятая канадским режиссёром Барбарой Уиллис Свит. Другая версия «Дидоны и Энея» — спектакль, поставленный Сашей Вальц, где артисты танцевали под водой в огромном резервуаре. Премьера состоялась 29 января 2005 года в Берлинской государственной опере; позднее спектакль Вальц демонстрировался в Большом театре Люксембурга, Опере Монпелье и в театре «Садлерс-Уэллс» в Лондоне. В постановках Морриса и Вальц партию каждого персонажа исполняют и певец, и танцовщик.

## Записи
Первая полная запись оперы была сделана Decca Records в 1935 году (Дидона — Нэнси Эванс, Эней — Рой Хендерсон). Следующей стала запись His Master’s Voice 1945 года с Джоан Хаммонд и Деннисом Ноблом. В 1951 году Кирстен Флагстад, исполнявшая партию Дидоны в лондонском Мермейд-театре, участвовала с Томасом Хемсли в записи оперы для EMI. Позднее партию Дидоны записали такие меццо-сопрано, как Джанет Бейкер (1961), Виктория де лос Анхелес (1965), Татьяна Троянос (1968), Тереза Берганса (1986), Анн Софи фон Оттер (1989), Сьюзен Грэм (2003); сопрано — Эмма Киркби (1981), Джесси Норман (1986), Кэтрин Ботт (1992), Линн Доусон (1998).
Начиная с Эндрю Пэррота, записавшего с ансамблем Taverner Consort and Players оперу для лейбла Chandos (1981), предпочтение отдаётся исполнению, близкому барочному звучанию. Последующие записи, соблюдающие этот принцип, выполнены Кристофером Хогвудом с Academy of Ancient Music, Уильямом Кристи с оркестром «Процветающие искусства» (1986), Тревором Пинноком с The English Concert (1989), Рене Якобсом с «Оркестром века Просвещения» (1998); Эммануэль Аим с Le Concert d'Astrée (2003) и Предрагом Гостой с New Trinity Baroque (2004). Работа Аим с Сьюзан Грэм в партии Дидоны и Йеном Бостриджем — Энея в 2005 году была номинирована на премию «Грэмми» в номинации «Лучшая запись оперы». В 2008 году лейбл Alpha выпустил запись оперы с Симоной Кермес и Димитрисом Тилиакосом — дебютный диск дирижёра Теодора Курентзиса. В работе участвовали коллективы из Новосибирска — оркестр MusicAeterna и хор New Siberian Singers.
Несколько оперных спектаклей были выпущены на DVD, в частности, постановка 2008 года в парижской Опера-Комик (дирижёр — Уильям Кристи, режиссёр — Дебора Уорнер, FRA Musica) и постановка 2009 года в лондонской Королевской опере (дирижёр — Кристофер Хогвуд, режиссёр — Уэйн Макгрегор, OpusArte).
Также записаны на DVD танцевальные версии Марка Морриса (1995, Image Entertainment) и Саши Вальц (2005, Arthaus Musik).

## Релизы в СССР
В 1983 году опера Г. Перселла «Дидона и Эней» была выпущена в СССР на фирме «Мелодия» в виде комплекта из двух дисков-гигантов (исполнение на русском языке в переводе Юрия Димитрина)

## Комментарии
1. ↑  Оригинальная партия написана для сопрано, позднее переделана для меццо-сопрано[4]:247.
2. ↑  Оригинальная партия написана для тенора, позднее переделана для баритона[5]:60–62.
3. ↑  Партия первоначально исполнялась женщиной, хотя уже в 1700 году Первого матроса пел тенор[7]:v.
4. ↑  См. список премьер оперы в США[8]:157.